# De Kalb, Mississippi
De Kalb är administrativ huvudort i Kemper County i Mississippi. Orten har fått sitt namn efter Johann de Kalb.